# Takács József (katolikus pap)
Takács József (Szuhogy, 1911. június 14. – Budapest, 1982. január 17.) katolikus pap, teológus, egyetemi tanár.

## Élete és pályafutása
Takács József egy borsodi kis településen, Szuhogyon született 1911-ben, szegény sorsú családba. Édesapja, Takács János napszámos, majd vaskőbányász volt Rudabányán; édesanyja, Simkó Anna háztartásbeli. Az édesapa az első világháborúban 1914-ben hősi halált halt, így az édesanyának egyedül kellett gondoskodnia három félárván maradt gyermeke felneveléséről.
Elemi iskolába Szuhogyon és Szendrőn járt, a gimnázium első hat osztályát – sorkosztos diákként – Miskolcon, a Királyi Katholikus Fráter György Gimnáziumban végezte, az utolsó két osztályt pedig az Egri főegyházmegye papnövendéként („kisszeminaristaként”) a Ciszterci Rend Egri Szent Bernát Gimnáziumában; mindvégig kiváló tanulmányi eredménnyel.
Az 1931-ben letett jeles érettségi vizsgát követően püspöke, Szmrecsányi Lajos egri érsek Rómába küldte, ahol a Collegium Germanicum et Hungaricum növendékeként a Gregoriana Pápai Egyetemen folytatott teológiai tanulmányokat. Itt is kiemelkedő eredményeket ért el: tudására, vitakészségére, széles nyelvismeretére nemcsak tanárai figyeltek fel, hanem XI. Piusz pápa és államtitkára, Pacelli bíboros (a későbbi XII. Piusz pápa) is. Bizonyára ennek köszönhető, hogy amikor Pacelli bíboros 1938-ban a 34. Eucharisztikus Világkongresszusra – a pápa képviseletében – Budapestre látogatott, a kíséretében Takács Józsefet is magával hozta. Rómában szentelték pappá 1936-ban, tanulmányait 1938-ban fejezte be, teológiai doktorátussal és a legjobb diáknak járó aranyérmes kitüntetéssel.
Hazatérvén először fél évig káplán volt Ózdon, majd az Egri Papnevelő intézet prefektusa (tanulmányi felügyelője), tanára és lelki igazgatója lett. Nevelési elvei miatt ellentétbe került az érseki iroda vezetőjével, ezért beosztásáról lemondott. 1942-től Bátor plébánosaként szolgált, 1947-től az egri kerület espereseként. 1944-ben feljelentették német-ellenes magatartása miatt. 1948-ban izgatás vádjával vizsgálatot indítottak ellene, de a bíróság felmentette. 1949 májusától Törökszentmiklós plébánosa volt. A negyvenes években országszerte ünnepelt előadónak számított.
1950-ben professzornak nevezték ki a budapesti Központi Hittudományi Akadémia dogmatika tanszékére. Az ötvenes évek elején az érseki hitoktatói főiskolaként működő Ward Kollégiumnak is előadója és érseki biztosa volt. 1951-ben tagja lett a Szent István Akadémiának. A Hittudományi Akadémián a papnövendékek által rendkívül tisztelt és becsült professzortól 1956 februárjában az Állami Egyházügyi Hivatal megvonta a működési engedélyt, mivel nem volt hajlandó részt venni (az egyház megosztását célzó) papi békemozgalom tevékenységében, valamint megjelenni a gyűléseiken, és ez a magatartása, az állami szervek szerint, nem felel meg az elvárt a papnevelői tevékenységnek.
A Hittudományi Akadémiáról történt eltávolítása után csak kisebb településeken működhetett plébánosként: 1956-tól Kácson, 1960-tól Kisnánán, 1962-től Visontán, 1965-től Gyöngyöspatán, 1977-től haláláig: Adácson. Az állambiztonsági szervek éveken keresztül megfigyelés alatt tartották, a plébániáján többször tartottak házkutatást. 1974-ben a főesperesi kerület papsága az Egyházmegyei Papi Szenátus tagjává választotta. 1975-ben Bánk József egri érsek sajószentpéteri címzetes prépost címmel tüntette ki. Súlyos betegség következtében 1982-ben hunyt el. Utolsó egyházközségében, Adácson temették el, a temetési szertartás Kádár László egri érsek végezte öt püspök és több mint 250 paptársa jelenlétében.
Rövidebb írásai a Magyar Kultúra, a Vigilia és az Evangélium folyóiratokban jelentek meg. Az ötvenes és hatvanas években írt nagyobb lélegzetű teológiai munkáit nem engedték publikálni, még külföldön sem; ezért azok haláláig kéziratban maradtak.
1950 és 1956 között egy legendás újskolasztikus professzor tanított a mai Eötvös Loránd Tudományegyetemről száműzött teológiai karon (Budapesti Katolikus Hittudományi Akadémia). Takács József valóban zseniális ember és teológus volt. … Takács életszentsége és briliáns intellektusa hihetetlen hatást tett hallgatóira. Valóban a legjobbak lelkesedtek érte.
Takács Józsefnek ez a nagy tette: oda is jó szívvel menni, ahová magától nem ment volna; igaza tudatában is vállalni feladatokat, amik nem neki valók; és az áldozatok érthetetlenségében egy magasabb rendű értelmet látni. Olyan pap volt, aki nemcsak áldozott, de áldozattá lett. Az engedelmesség áldozatává. És ezzel többet tett, mintha ragyogó üstökösként futotta volna be egyházunk egét. És hitte , hogy az engedelmesség áldozatában megváltó erők vannak.
Takács József földi maradványait 2004-ben  adácsi sírjából az egri főszékesegyház főpapi kriptájába helyezték, érdemeit Seregély István (érsek) egri érsek méltatta.

## Művei
Nyomtatásban:
- De sanctitate dei penes prophetas. Pontificia Università Gregoriana,  Roma, 1938 (disszertáció-részlet)
- A kegyelmi élet: elmélkedések és olvasmányok. [Nógrádi József írói álnév alatt], Korda kiadó, 1944
- Dogmatika: De Deo Redemptore. Központi Hittudományi Akadémia, Budapest, 1955
- Dogmatika. Örökmécs kiadó, Bátonyterenye/Pécel, 2005–2007 (A négykötetes latin nyelvű eredetiből fordítva)

Jegyzetként vagy kéziratban:
- Krisztus Egyházának ünnepei
- Az aszketika teológiája
- Tractatus dogmaticus de Sancto Josef (Dogmatikai szemináriumi jegyzet a Központi Hittudományi Akadémián, 1954-55.)
- A lelkiélet teológiája